# Gregorio Carafa
Gregorio Carafa (1615-1690) was een Italiaanse grootmeester van de Maltezer Orde. Hij werd verkozen tot grootmeester na de dood van Nicolás Cotoner. Hij is begraven in de kapel van de Italiaanse langue in de Sint-Janscokathedraal te Valletta.